# Evald Koren
Evald Koren, slovenski literarni zgodovinar, * 17. september 1930, Maribor, † 10. januar 2013, Ljubljana.

## Življenjepis
Evald Koren se je po končani maturi vpisal na študij svetovne književnosti in literarne teorije Filozofske fakultete v Ljubljani, kjer je leta 1959 diplomiral. Zaposlil se je na Sekretariatu LRS za kulturo, prosveto in znanost dela, leta 1963 pa postal asistent na oddelku za primerjalno književnost in literarno teorijo. Leta 1978 je doktoriral z disertacijo Kraigherjeva pozna pripovedna proza in evropski naturalizem. Na oddelku za primerjalno književnost je bil leta 1987 izvoljen za izrednega profesorja. Predaval je predmete Uvod v primerjalno književnost, Naturalistična književnost v Evropi in Ameriki, Literarna teorija, Evropski verzifikacijski sistemi in Literarna retorika, ki ju je prevzel po Antonu Ocvirku. 
V letih 1979–1983 je bil predsednik Slovenskega društva za primerjalno književnost, 1986-1990 in 1994-1998 predstojnik Oddelka za primerjalno književnost in literarno teorijo. Njegovo predavateljsko delo na tem oddelku je močno zaznamovalo ljubljanski študij primerjalne književnosti, saj je izpit iz njegovega predmeta Uvod v primerjalno književnost brucem na Oddelku za primerjalno književnost veljal za enega najtežjih študijskih preizkusov.
Upokojil se je leta 1999.

## Delo
V znanstvenoraziskovalnem delu se je posvečal primerjalni zgodovini naturalizma in socialnega realizma, tako v Evropi kot pri Slovencih. Preučeval je povezave med evropsko in slovensko književnostjo, zlasti vpliv francoskih naturalistov na slovenske. Zanimale so ga še zgodovina primerjalne književnosti, komparativistična verzna teorija in literarna tematologija, najbolj motiv Antigone (pri Smoletu in pri Jarcu). Njegovo leksikografsko delo zajema gesla v leksikonih Literatura, Leksikon CZ in Slovenska književnost ter v Enciklopediji Jugoslavije in Enciklopediji Slovenije.
Posthumno so izšli njegovi zbrani spisi Od Antigone do Zolaja (znanstvena založba FF, 2021, 448 str., z bibliografijo, dokumentarnim fotografskim gradivom in uvodno besedo Toneta Smoleja)